# A libellis

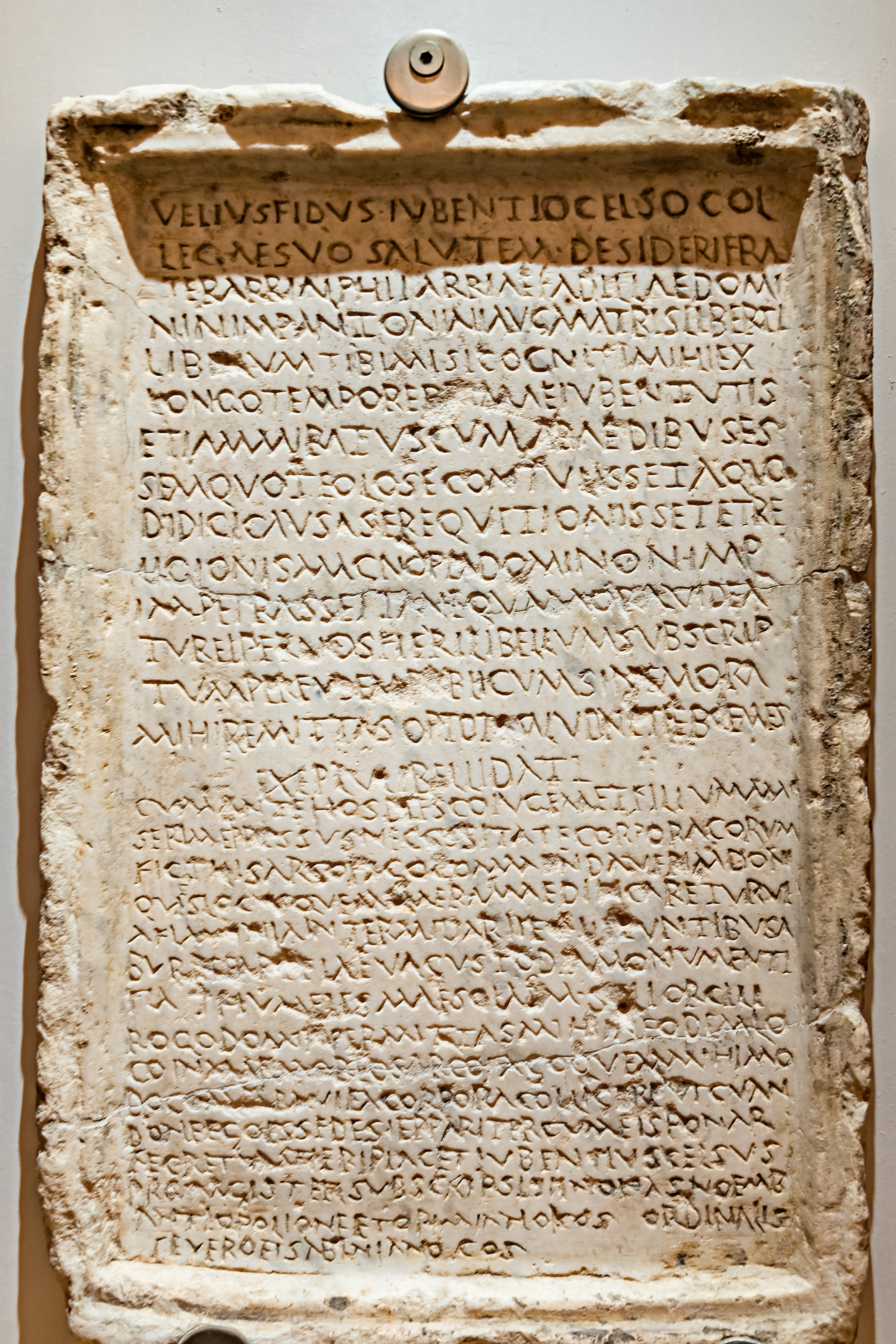
Eine Abschrift der Petition (libellus) des kaiserlichen Freigelassenen Arrius Alphius aus dem Jahr 155.

Die kaiserliche Libellkanzlei (a libellis) war seit dem 1. Jahrhundert eine Institution im Römischen Reich, deren primäre Aufgabe darin bestand, neben allgemeinen Anliegen und Bittschriften (libelli) die rechtstangierenden Anfragen, Anträge und Beschwerden von Privatpersonen entgegenzunehmen, um diese zu bewerten und einer Entscheidung zuzuführen. Der Petent musste nicht im Besitz des römischen Bürgerrechts sein, so dass es auch einem Ausländer (peregrinus) möglich war, sein Anliegen einzureichen.
Das Personal der Behörde setzte sich aus dem Kanzleileiter, weiteren Juristen, Schreibern und Boten zusammen. Die dienstlichen Anfragen von Staatsbeamten und anderen öffentlichen Körperschaften wurden in einer gesonderten Kanzlei (ab epistulis) bearbeitet und mit einem separaten Brief (epistula) beantwortet.
Die Kaiser als Adressaten der privaten Petitionen waren zum einen meistens bemüht, dem Anschein von willkürlich getroffenen Bestimmungen entgegenzuwirken und zum anderen bestrebt, ungewollte Rechtsfolgen in späteren gleichgelagerten Fällen tunlichst zu vermeiden. Der Richter war in einem Gerichtsverfahren an die dokumentierten Rechtsauffassungen der Kaiser, sie flossen später in den Digesten ein, grundsätzlich gebunden. Hierbei waren die Herrschenden auf den Rat von rechtskundigen Assistenten angewiesen. Die auf eine Petition folgende Sachbearbeitung und die fachjuristischen Gutachten unterstützten die Regenten in ihren Entscheidungen und entlasteten diese in ihrer alltäglichen Regierungsarbeit. Das fachliche Schaffen der zumeist hochqualifizierten Juristen in der kaiserlichen Libellkanzlei bewirkte, dass in der Bevölkerung Rechtssicherheit empfunden wurde. Die Kaiser hielten sich diesen Effekt aufgrund ihrer Autorität freilich auch selbst zugute.
Etwa ab der Mitte des 4. Jahrhunderts verlor die Institution zunehmend an Bedeutung und Ansehen. Wegen einer zunehmenden, um sich greifenden Korruption unter den Kanzleibediensteten, die nach einer Organisationsreform nicht mehr im direkten Kontakt mit dem Kaiser standen, brachte man den nun oftmals erkauften Verfügungen, die weiterhin im Namen der Herrscher erlassen wurden, kein rechtsweisendes Vertrauen mehr entgegen.

## Verfahren
Die Beschwerde, Rechtsanfrage oder die Bittschrift (libellus) reichte der Antragsteller im eigenen Namen oder stellvertretend für eine Interessengemeinschaft persönlich beim Kaiser, der hierfür regelmäßig in Rom und auf Reisen Audienzen abhielt, oder bei einem seiner Bevollmächtigten ein. War der Gegenstand der Eingabe kompliziert und vor Ort nicht rechtssicher zu bescheiden, erfolgte eine juristische Bewertung des Sachverhalts entweder durch den Kaiser mit seinem ersten Libellsekretär oder durch diesen selbständig. Die zu behandelnde Rechtssache wurde bei Bedarf auch unter Einbeziehung weiterer fachkundiger Kanzleijuristen diskutiert und entschieden. Der Kaiser, der unabhängig von der Rechtsauffassung seiner Rechtsgelehrten immer die Entscheidungshoheit innehatte, war je nach Bildung und Haltung für die Argumentation seiner Advokaten offen und folgte nicht selten deren vorgelegten Rechtsgutachten. Letztendlich waren die Berater aber immer gehalten, weil sie dem kaiserlichen Willen absolut verpflichtet waren, dessen Verfügungen in gesetzmäßige Einlassungen zu fassen.
Aus diesen Verfahren resultierten die rechtsverbindlichen Entscheidungen des Kaisers oder auch die seiner Juristen. Letztgenannte waren aber ausnahmslos von der finalen Billigung des Regenten abhängig gewesen. Der kaiserliche Bescheid, der vom Kaiser in einem Randvermerk mit rescripsi unterzeichnet und mit etwaigen Ergänzungen versehen war, wurde dem Adressaten auf seinem Eingangsschreiben als sogenanntes subscripto bekannt gemacht. Das mit den personenbezogenen Daten des Antragstellers versehene Dokument, wie der vollständige Name und die gesellschaftliche Stellung, wurde in einem öffentlichen Gebäude am Ort der abgehaltenen Audienz ausgehängt, um die beschiedene Angelegenheit für jedermann zugänglich zu machen. In Rom war das im 2. Jahrhundert die Vorhalle des Apollotempels auf dem Palatin. Im 3. Jahrhundert wurden die beantworteten Eingaben in der porticus thermarum Traianarum, eine Halle anrainend am Amtsgebäude des Stadtpräfekten, in Nähe der Trajansthermen, aufgehängt und archiviert. Ebenso wurden die direkt vor Ort der Audienz spontan getroffenen Entscheidungen vom Libellsekretär oder einem Schreiber protokolliert und mit der Signierung sowie mit den eventuellen zusätzlichen Anmerkungen des Kaisers veröffentlicht.

## Kaiserlicher Libellsekretär
In den Anfängen des Prinzipats ist noch keine organisierte Einrichtung erkennbar, die mit der Entgegennahme und Bearbeitung von bürgerlichen Eingaben betraut gewesen wäre. Unter Augustus ist der Fall einer Eingabe überliefert worden. Dieser beauftragte den Stadtpräfekten (praefectus urbi), in dessen örtlichen Zuständigkeitsbereich die Anfrage angesiedelt war, mit der Erledigung. Bei Tiberius lässt sich ein Freigelassener ausmachen, der als acceptor a subscriptionibus die an den Kaiser adressierten Petitionen entgegenzunehmen hatte.

### A libellis

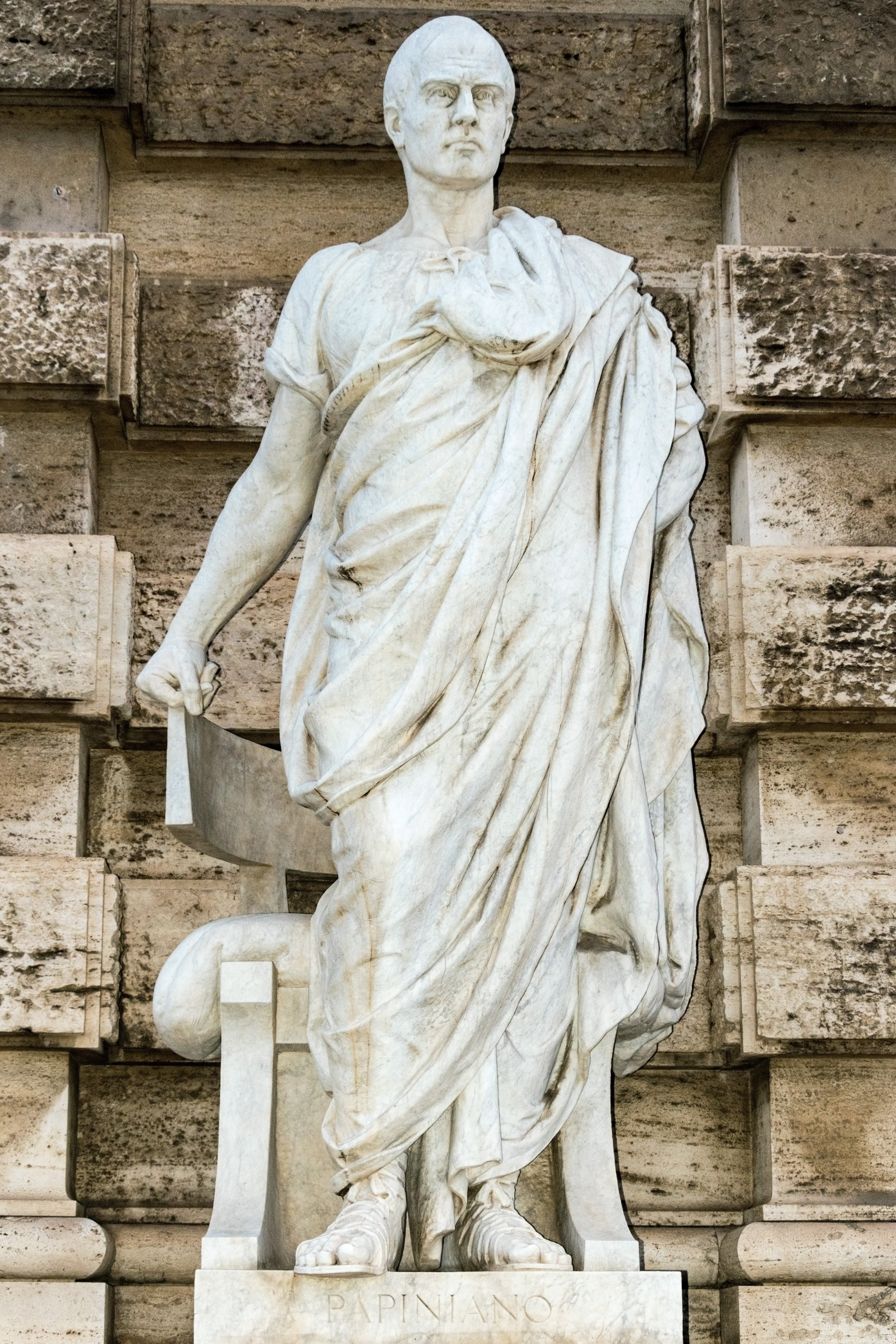
Statue des Papinianus, einer der herausragenden Juristen, die das Libellamt geleitet hatten

Die Einrichtung einer ordentlichen Libellkanzlei wurde unter Claudius vorgenommen. Dem Amt stand nun ein kaiserlicher Freigelassener als der offizielle a libellis vor. Die Amtsleitung wurde dann in der Folge grundsätzlich von Personen aus diesem Stand besetzt. Nicht wenige dieser Rechtskundigen, wie Polybius oder Callistus wurden dadurch, letzterer insbesondere mittels Amtsmissbrauch, sehr vermögend und einflussreich. Unter Vitellius ist von der Regel eine Ausnahme überliefert. Hier wurde eine Militärperson aus dem Ritterstand mit dem Posten betraut, wobei dieser allerdings zusätzlich mit der Erledigung weiterer Verwaltungsaufgaben beauftragt war.
Nach einer Organisationsreform unter Hadrian wurde die Behördenleitung generell mit Personen aus dem Ritterstand bestellt. Deren Jahresgehalt belief sich auf 200.000 Sesterzen. Bis zum Kaiser Septimius Severus wurde die Amtsleitung, ausgenommen unter der Regierung von Mark Aurel, mit der Führung eines weiteren Ressorts, wie der Geschäftsstellenleitung des Kaisergerichts (a cognitionibus) unter Commodus oder die der Vermögensschatzung (a censibus) unter Antoninus Pius betraut.
Septimius Severus entlastete die Führung der Libellkanzlei von den zusätzlichen Aufgaben und stellte hochqualifizierte Juristen in den Personalkörper der Behörde ein. Die Besoldung des Kanzleileiters wurde auf 300.000 Sesterzen angehoben. Bis zu Diokletian zeichnete sich die kaiserliche Libellkanzlei durch eine professionelle Amtsführung und Amtsleitung aus, die zum großen Teil mit den namhaftesten Juristen der römischen Rechtsgeschichte, wie Papinian und Ulpian besetzt war. Diese fanden im Anschluss an diese Tätigkeit nicht selten eine weitere Verwendung als Präfekt. Auch ist der Aufstieg vormalig gewesener Libellsekretäre bis zum Rang eines Konsular belegt.

### Magister (scrinii) libellorum
Etwa ab der Mitte des 3. Jahrhunderts, vermutlich seit Gordian III., führte der Kanzleileiter den Dienstrang magister libellorum und ab dem 5. Jahrhundert die Amtsbezeichnung magister scrinii libellorum. Der Titel a libellis bezeichnete nunmehr die untergeordneten Mitarbeiter der Behörde.
Wiederholt und dann endgültig beim Libellsekretär verbleibend, wurde vor Beginn des 4. Jahrhunderts, eventuell seit Konstantin, vom magister libellorum die zusätzliche Geschäftsstellenleitung des Kaisergerichts übernommen. Diese Aufgabe erscheint nunmehr primär geführt worden zu sein, da diese in den Notitia dignitatum an erster Stelle genannt wird.
Zu Beginn des 5. Jahrhunderts wurden die Schriften der Libellsekretäre durch den amtsfremden magister a memoria entgegengenommen und geprüft, um diese erst dann in ihrer schriftlichen Endfassung dem kaiserlichen Quästor (quaestor sacri palatii) zu übergeben. Nur noch dieser und der übergeordnete Gesamtleiter der kaiserlichen Kanzleien (magister officiorum) hatten seitdem einen direkten Zugang zum Kaiser.

## Rechtsentwicklung
Die absolute Dominanz der Kaiser wirkte sich auch in der Rechtsentwicklung und der Rechtsprechung aus. Das final geltende Rechtsgutachten und der Rechtswille der Regenten schränkte den Fortschritt des römischen Rechtswesen, insbesondere nach dem 3. Jahrhundert durch das Fehlen unabhängiger, selbständiger Juristen ein, die seitdem vornehmlich nur noch zu den ausführenden Staatsdienern des kaiserlichen Beamtenapparates zählten.
Die Bürokratisierung in der Spätantike führte, neben einer notwendigen Rationalisierung in der Verwaltung sowie einer angestrebten Ämterkontrolle, zu einer Entfremdung zwischen Volk und Regierung. Der Kaiser hatte den direkten Bezug zu dem einfachen, rechtsschutzsuchenden Antragsteller mit seinen alltäglichen Nöten und Sorgen verloren. Dieser anonyme, unpersönliche Verwaltungsapparat hatte eine ständig zunehmende Amtsbestechlichkeit zur Folge. Gegen entsprechende Bezahlung erschlichen sich die Beamten durch Täuschung kundenbestellte Bescheide von den Kaisern. Der Anstieg der Korruption blieb in der Bevölkerung nicht unbemerkt, so dass den kaiserlichen Bescheiden kaum noch Vertrauen entgegengebracht wurde und diese damit allgemein nicht mehr als rechtsweisend angesehen waren.